# 911 (Lady Gaga-dal)
A 911 Lady Gaga amerikai énekesnő dala a 2020-as Chromatica című hatodik nagylemezéről. Az albumon a nyolcadik számként szerepel, melyet a Chromatica II című zenekari átvezető előz meg. 2020. szeptember 25-én jelent meg az album harmadik kislemezeként Olaszországban. A dalszerzést Gaga, Justin Tranter, BloodPop és Madeon végezték, míg a produceri munkáért utóbbi két zenész és Benjamin Rice voltak felelősek. Zeneileg az Euro disco, a szintipop és az elektropop stílusba sorolható, de a funk és a techno jegyei is felfedezhetőek rajta. Dalszövege olyan témákkal foglalkozik, mint a mentális egészség és az énekesnő antipszichotikus gyógyszerkezelése.
Számos zenekritikus az album egyik legjobbjának nevezte a számot, dicsérve annak produceri munkáját és dalszövegét. A Chromatica II és a 911 közötti átvezető szintén kiemelésre került, és az album megjelenésekor több mém is született belőle. A dalhoz készült videóklipet Tarsem Singh rendezte, ami egy szürreális álomképet és egy csavarral rendelkező befejezést tartalmaz. A videót nagyrészt Szergej Paradzsanov örmény filmrendező 1969-es A gránátalma színe című művészfilmje ihlette. Gaga előadta a 911-et a 2020-as MTV Video Music Awards gálán egy egyveleg részeként.

## Háttér és kiadás

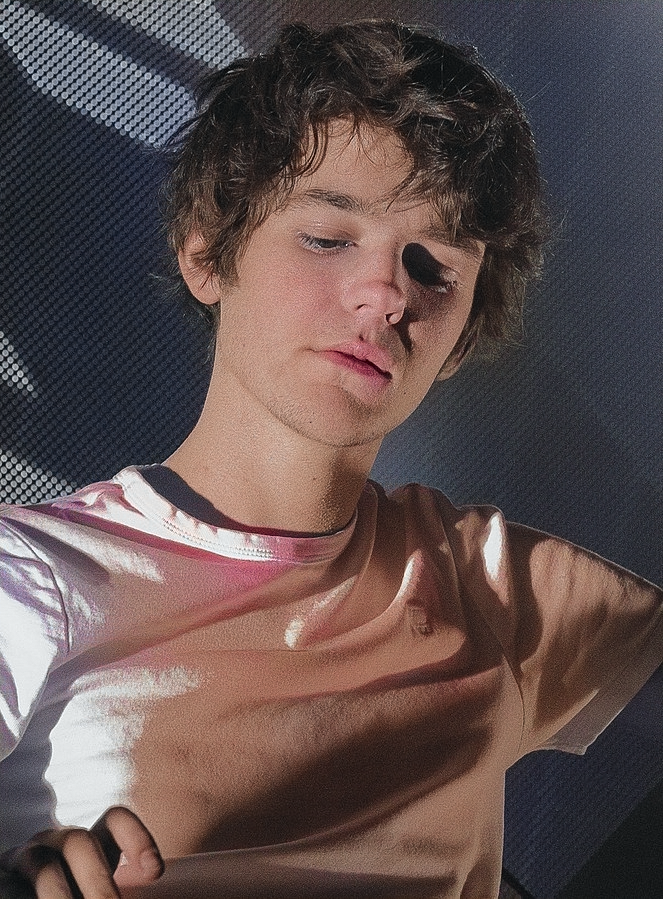
Madeon, a 911 egyik producere korábban már dolgozott együtt Gagával a 2013-as Artpop albumon

A dalszerzést Gaga, Justin Tranter, BloodPop és Madeon végezték, míg a produceri munkáért utóbbi két zenész és Benjamin Rice voltak felelősek. A dal Gaga kapcsolatát írja le az olanzapin nevű antipszichotikus gyógyszerével. Gaga elmondta: „Ez egy antipszichotikumról szól, amit szedek. És ezt azért teszem, mert nem mindig tudom irányítani az agyam által végzett dolgokat. Tudatában vagyok ennek. És gyógyszereket kell szednem a bekövetkező folyamat leállításához.” A BloodPop tovább részletezte:
A [gyógyszerkezelés] a legtöbb ember számára nem egy mókás téma, de a modern élet nagyon valóságos része azok számára, akiknek szükségük van rá. Ez volt az ő igazsága, és erről szeretett volna írni, noha tudta, hogy fájdalmas lesz „odamenni”. A [911] engem is különösen szíven ütött, mert abban az időben életemben először gyógyszert kellett kapnom OCD és depresszió ellen.
A Rolling Stone-nak adott interjújában a BloodPop megerősítette, hogy Gaga a dal felvétele alatt ragaszkodott hozzá, hogy parókát viseljen, és hogy a stúdió majdnem koromsötét legyen, hogy valaki másnak érezhesse magát, mivel „újra át akarja élni mindazt, amiről a dalban beszél.” Madeon hozzátette, hogy nem akarták, hogy a produkciónak híre menjen, mert „annyi élet és hatás van ezekben a szövegekben, hogy hagyni kell lélegezni. Nincs szükség megfullasztani őket.”
2020. szeptember 17-én Gaga retweetelt egy 2013-as bejegyzést, amely így szólt: „POPZENEI VÉSZHELYZET FOLYAMATBAN 911”. Egy nappal később a 911-et a Chromatica harmadik kislemezeként jelentették be. A dal szeptember 25-én jelent meg az olasz rádiókban.

## Kompozíció és dalszöveg
A 911 műfaját tekintve egy euro disco, szintipop és elektropop dal, melyben Gaga monoton, robotszerű hangon énekel indusztriális szintetizátorok mellett techno és funk elemekkel megspékelve. Leah Greenblatt az Entertainment Weekly-től a francia elektronikus zenei duó, a Daft Punk munkájához hasonlította a dalt, míg Nick Smith, a musicOMH-tól hasonlóságokat vélt felfedezni Kylie Minogue Speakerphone című dalából. A Variety újságírója, Jem Aswad Gaga hangját a Lipps Inc. 1980-as Funky Town című dalához hasonlította. Adam Antar, a Medium munkatársa a „robotikus Eurythmics hangzású ütemet” emelte ki.
Nolan Feeney a Billboad-tól a 911-et egy olyan dalként írta le, „amely arról szól, amikor az agyad és a tested úgy érzik háborúznak egymással.” Az énekesnő mindkét verzében leírja a mentális egészséggel folytatott harcát és azt az önutálatot, amit azért érez, mert nem képes megbirkózni a körülötte lévő világgal. Gaga felsorolja azt is, hogy mentális betegségei mennyire elhomályosítják látását a környező világ elől. Az „I can't see me cry/Can't see me cry ever again/I can't see me cry/Can't see me cry/This is the end” (magyarul „Nem látom magamat sírni/Már soha többé nem látom magamat sírni/Nem látom magamat sírni/Nem látom magamat sírni, ez már a vég”) sorok a lecsökkent érzelmi önkifejezésre utalnak, amely a kezelés egyik mellékhatása. A refrénben az énekesnő teljes mértékben elfogadja és felismeri mentális betegségét, és elismeri, hogy túlélése érdekében antipszichotikumtól függ. Megénekli, hogy „My biggest enemy is me” (magyarul „Saját magam vagyok a legnagyobb ellenségem”).

### Chromatica II
A 911 egyike a Chromatica album három dalának, amelyet zenekari átvezető előz meg. Gaga hangsúlyozni akarta a lemez „filmes” érzését, és úgy érezte, hogy különféle felvonásai vannak, „mint például az éles jobb kanyar, amelyre a 911 beindulásakor kerül sor.” Az átvezetőt Morgan Kibby zenész szerezte, aki egy 26 fős zenekart állított össze a felvétel alkalmából. Kibby a következőket mondta a Chromatica II-rőlː
A Chromatica II volt az utolsó darab, amelyet komponáltunk, és Gaga számára egyértelmű volt, hogy közvetlenül a 911 elé fogja helyezni, ami ekkor már kész volt. Olyan tisztán emlékszem erre a pillanatra a stúdióban, hogy megvilágosodott és minden szó nélkül megfordítottam a billentyűzetet, felhúztam az általa elképzelt vonós hangot, és elkezdte játszani ezt a csodálatos marcato ötletet. Innentől kezdve masszíroztuk a felvételt, én a harmóniákra és a dinamikára összpontosítottam, hogy megbizonyosodjak arról, hogy felerősítette-e az energiát.
Az album megjelenésekor a Chromatica II és a 911 közötti átmenet rajongói kedvenc lett és az album kiemelt témái közé tartozott. Számos mémet generált; a publikum több filmmel és videóval vágta össze, illetve hasonló hangzású dalokkal folytatták az átmenetet, ebből a legismertebb Kylie Minogue Can't Get You Out of My Head című dala.

## A kritikusok értékelései
Spencer Kornhaber a The Atlantic-tól a 911-et a Chromatica album kiemelkedő pillanatának találta és egy „játékosan robotikus” dalként jellemezte, amely minden egyes hallgatás során új bonyodalmakat tár fel. Stephen Daw, a Billboard munkatársa a számot az album harmadik legjobbjának minősítette „mélyen kielégítő produkcióval” és „néhány nevetségesen okos dalszerzéssel.” A Rolling Stone-ban Kory Grow azt írta, hogy Gaga „a legjobb ... amikor zenei kockázatokat vállal, mint például a 911 esetében.” Jeremy J. Fisette a Beats Per Minute-től a „lemez legerősebb dalának” nevezte. A The Line of Best Fit-ben megjelent cikkében Tom Johnson szintén az album legjobbjai közt említette meg a dalt mondván, hogy a Replay-jel együtt mindketten „őszinte, átgondolt és ragyogó dance felvételek.”
A PopMatters számára író Evan Sawdey úgy gondolta, hogy bár „Gaga még mindig hangkódolók és számos vokális effekt mögé bújik”, a dal az album egyik legjobb pillanata, mivel „a valós élete és tapasztalatai áthatolnak a 4/4-es ütemláncolatokon.” Caryn Ganz a The New York Times-tól a 911 „kacsintó monotonitását” az egyik olyan pillanatnak nevezte, melyet élvezett az albumról. A Los Angeles Times cikkírója, Mikael Wood „fülbemászó dalnak” hívta a 911-et. Sal Cinquemani a Slant Magazine-tól Gaga „torzított éneke” és a „refrént felvezető rész eufórikussága” közötti „hatásos kontrasztot” emelte ki. Alexa Campot, ugyanattól a kiadványtól az énekesnő korábbi kislemezeire emlékeztette a 911, úgymint a LoveGame és a G.U.Y..  Dan Weiss a Spin-től kritizálta a dalt, amiért túlságosan „bőbeszédű”. Mark Richardson, a The Wall Street Journal munkatársa úgy gondolta, hogy a 911 és az Enigma című dalokban "Lady Gaga kevésbé hatékonyan alkalmazza korábbi slágereinek bombasztikusabb stílusát."

## Videóklip

### Háttér és elkészítés

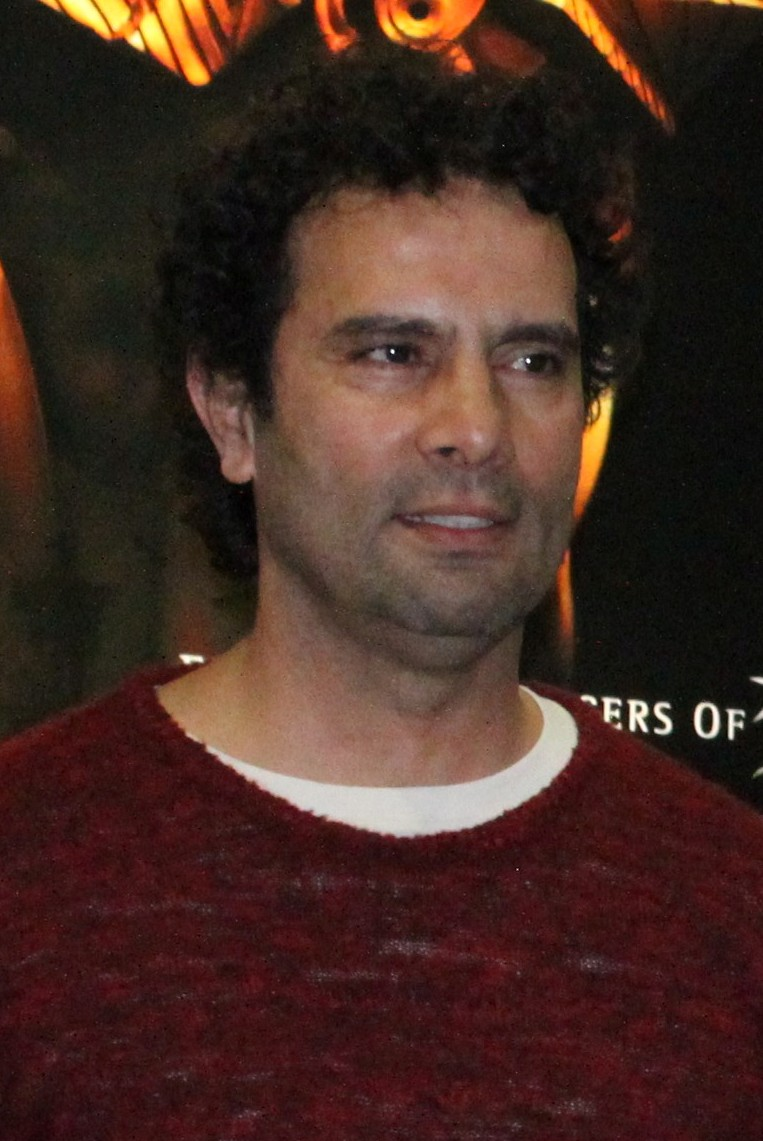
A dal videóklipjét Tarsem Singh rendezte

A videóklipet Tarsem Singh filmrendező rendezte és 2020 augusztusában forgatták Valenciában, a kaliforniai Santa Claritában. A nyitó jelenet homokdűnéit Tarsem fényképezte San Luis Obispo-ban, majd eltávolította a tengert és az utómunkálatokban fehérre változtatta a homok színét. Eredetileg új-mexikói sivatagi jeleneteket akart forgatni, és a végső jelenethez háttér helyett egy igazi városi helyet használt volna, de a COVID-19 járvány miatt nem kapták meg a szükséges engedélyeket. A járvány miatt a valenciai forgatási helyszínen mindenkinek teszteltetnie kellett magát, valamint a biztonságos távolságtartásra is ügyeltek. A forgatást az is nehezítette, hogy a szereplőknek szoros ruhát kellett viselniük a sivatagban, emiatt a 47 °C-os hőség hatására többen is elájultak. Az öltözékekért Nicola Formichetti felelt, számos darabot Karina Akopyan orosz-örmény művész tervezett.

A videó történetének koncepciója Tarsemtől származott, aki megosztotta Gagával a több mint 25 éves ötletet, mivel „élettörténete annyira megszólította.” Egyszer fontolóra vette a videó ötletének felhasználását a brit Massive Attack számára, de ez szervezésbeli ütközések miatt nem valósult meg. A videóról beszélve Gaga azt mondta, hogy „igazán úgy érezte a forgatás alatt, hogy él, talán jobban, mint a Chromatica készítésének bármely más pontján.” Azt is hozzátette, hogy a forgatás megkövetelte, hogy „újra nézze meg azt a sötét lyukat, amelyben volt amikor megírta”, bár „nem csúszott vissza bele; megrázta magát és visszament dolgozni.” Gaga később a következőket tette közzé Instagramján:
„Ez a kisfilm nagyon személyes számomra, tapasztalataim a mentális egészségről, valamint arról, hogy a valóság és az álmok hogyan kapcsolódhatnak egymáshoz, hogy hősök alakuljanak bennünk és körülöttünk. [...] Valami, ami valaha a mindennapi életem volt, most egy film, egy igaz történet, amely ma már a múlt és nem a jelen. Ez a fájdalom költészete.”
A videó bemutatója 2020. szeptember 18-án volt a YouTube-on nyugati-parti idő szerint reggel 09ː00-kor. Tarsem elárulta, hogy az eredeti tervek szerint korábban jelent volna meg a kisfilm, de későbbre halasztották, mert „túl közel lett volna a szeptember 11-i terrortámadások évfordulójához.” A 911 mellett felcsendül a Chromatica II című zenei átvezető is, illetve a videó végén a Chromatica III hallható, amely a Sine from Above című dal előfutára.

### Történet

Gaga sárga ruhában látható két karakterrel, akik végigvezetik őt a videón. A háttérben a Frida Kahlo munkásságára emlékeztető festmény a klip végén lévő csavart vetíti előre.

A videó azzal kezdődik, hogy Gaga egy sivatagban fekszik egy törött kerékpár mellett, körülötte gránátalmák láthatók. Egy feketébe öltözött, sötét lovon lovagló alak csalogatja ki a dűnékből. Amint a dal elkezdődik, furcsán öltözött emberekkel körülvéve megérkezik egy épülethez, ahol többek között egy férfi a fejét egy párnához csapdossa, valamint egy nő, aki hasonlít a Santa Muertére, egy múmiát ringat. További szereplők egy feketébe öltözött férfit és egy fehérbe öltözött nőt hívnak fentről, miközben figyelik, ahogy Gaga az udvaron mozog. A két szereplő megpróbál kapcsolatba lépni Gagával, de ő továbbra is eltávolodik tőlük. A videó későbbi részében egy hordágyat visznek Gaga mögé. Mindenki az épületen belülre gyülekezik és Gagát figyelik, ahogy a fehér ruhás nő egy defibrillátorhoz hasonló dobozt nyit ki.
Gaga sírni és sikítani kezd, felébredve a való világban. A mentősök újraélesztették, miután súlyos balesetet szenvedett kerékpárjával. A fantáziavilág összes képe óriásplakátként jelenik meg az utcán, ahol a baleset történt, az őt körülvevő emberekkel együtt.

### Inspirációk és elemzés
A videó során Singh látványra Szergej Paradzsanov örmény filmrendező 1969-es A gránátalma színe című művészfilmjét idézi meg. A film plakátja a videó végén megjelenik az utcán is. Gaga videója a film szimbólumait mutatja be saját fájdalomallegóriájában. Néhány ruhát Frida Kahlo festő stílusa ihletett, a baleseti helyszín pedig arra a traumatikus buszbalesetre emlékeztet, amely Kahlo egyik leghíresebb alkotását inspirálta. Singh 2000-es A sejt című filmje is hatott a képi világra. Olyan további filmes alkotások hatásai érzékelhetőek a videóban, mint Federico Fellini 8½ (1963), illetve Alejandro Jodorowsky A szent hegy (1973) című filmje.
Az Óz, a csodák csodájához (1939) hasonlóan a Gaga képzeletében megjelenő szereplőket ugyanazok az emberek alakítják, akiket a valóságban látott, úgymint az áldozatok és az első válaszadók, akik a baleset helyszínén tartózkodnak. A videó a szimbolikák széles skáláját használja a valós tárgyak jelzésére, mint például Gaga karperece, amely a nyomókötést szimbolizálja, vagy a fehér ruhás karakter tükre, amely a sürgősségi orvosi személyzet által használt zseblámpát ábrázolja. Gaga hallucinációjának utolsó jelenetében a homlokán több szimbólum és heg látható. Ezek „olyan dolgokat ábrázolnak, melyeken [az énekesnő] már átesett az életében” – magyarázza Sarah Tanno, az énekesnő sminkese. Gaga ezzel Replay című dalára is hivatkozik, amely a következő szöveget tartalmazza: „The scars on my mind are on replay” (magyarul „A sebhelyek az elmémben ismétlődnek”).

### Fogadtatás
Justin Curto a Vulture magazintól azt írta, hogy „Lady Gaga visszatért ahhoz, hogy a teljesen megfejthetetlen énje legyen új videóklipjében [...], rögvest ikonikus karakterekkel és olyan fordulattal, amely órákig tartó újranézést és elmélkedést igényel.” Gil Kaufman, a Billboard munkatársa kiemelte a videóklip tisztelgését A gránátalma színe előtt mondván, hogy hasonlóan kerüli a hagyományos narratívát a drámai, színes jelenetek érdekében, melyek szemet gyönyörködtető szimbolikával vannak tele. A Rolling Stone cikkírója, Jon Blistein „bámulatos lázálomnak” nevezte a videót. Charlotte Krol az NME-től azt írta, hogy az énekesnő a videoklippel „ismét remek színészi alakítást nyújt.” A Variety-ben megjelent cikkében Jazz Tangcay kijelentette, hogy „annyi mindent kell megfejteni” a videóban, hogy „a szimbolikák tömege és ez a csavar sok vitát fog indítani.” Joey Nolfi, az Entertainment Weekly-től szintén a „nehéz szimbolikákat” emelte ki. A Vogue-ban Janelle Okwodu a videót „lenyűgöző tisztelgésnek” nevezte a szürreális stílus előtt hozzátéve, hogy „a popsztár nagy erőfeszítéseket tesz annak érdekében, hogy videóklipjei eredetiek legyenek és [...] a 911 meglepetésszerű kiadásával megemelte a lécet. Egy minifilm lebilincselő képi világgal.” Jenna Ryu, az USA Today-től „művészileg lebilincselőnek” nevezte és kiemelte, hogy erős színeket tartalmaz, sok részlettel és érdekes elbeszéléssel.

## Élő előadások
2020. augusztus 30-án Gaga a 2020-as MTV Video Music Awards-on a Chromatica dalainak egyvelegét adta elő, amelyen a 911 is szerepelt. Az előadás azzal kezdődött, hogy Gaga egy kanapén feküdt és egy 90-es évekbeli VMA-gálát nézett a tévében. Ezután lecsúszott a rúdon egy meztelen próbababákkal teli szobába, miközben a Chromatica II ment a háttérben. Amint a dallam egybefonódott a 911-el, Gaga csatlakozott a táncosokhoz a színpadon és a koreográfiára kezdett táncolni. Gaga élénkzöld kétrészes ruhát viselt, hangra reagáló LED maszkkal az arcán.

## Elismerések
| Év   | Esemény                | Díj                | Eredmény | Forr.  |
| ---- | ---------------------- | ------------------ | -------- | ------ |
| 2021 | MTV Video Music Awards | A legjobb rendezés | Jelölve  | [ 48 ] |
| 2021 | MTV Video Music Awards | A legjobb operatőr | Jelölve  | [ 48 ] |

## A kislemez dalai és formátumai
| 1. | 911 (Bruno Martini remix)          | 2:46 |
| 2. | 911 (Bruno Martini extended remix) | 3:40 |

| 1. | 911 (Sofi Tukker remix)          | 3:46 |
| 2. | 911 (Sofi Tukker extended remix) | 4:17 |

| 1. | 911 (WEISS remix) | 5:43 |

## Közreműködők
Közreműködők listája a Tidal alapján.
- Lady Gaga – vokál, dalszerző
- BloodPop – producer, dalszerző, basszusgitár, dobok, gitár, billentyűsök, ütős hangszerek
- Madeon – producer, dalszerző, basszusgitár, dobok, gitár, billentyűsök, ütős hangszerek
- Justin Tranter – dalszerző
- Benjamin Rice – vokális produkció, hangkeverő, stúdiószemélyzet
- Tom Norris – hangkeverő, stúdiószemélyzet

## Helyezések
| Lista (2020)                                                        | Legjobb helyezés |
| ------------------------------------------------------------------- | ---------------- |
| Ausztrália (ARIA)                                                   | 76               |
| Egyesült Államok (Bubbling Under Hot 100 Singles)                   | 1                |
| Egyesült Államok – Dance/Elektronikus Dalok (Billboard)             | 10               |
| Egyesült Államok – Rolling Stone Top 100                            | 87               |
| Egyesült Királyság – Digitális letöltések (Official Charts Company) | 98               |
| Franciaország (SNEP)                                                | 141              |
| Görögország (IFPI Greece)                                           | 81               |
| Kanada (Canadian Hot 100)                                           | 85               |
| Litvánia (AGATA)                                                    | 61               |
| Olaszország (FIMI)                                                  | 92               |
| Portugália (AFP)                                                    | 84               |
| Új-Zéland (RMNZ)                                                    | 5                |

## Minősítés
| Régió                                                            | Minősítés | Eladott példányszám |
| ---------------------------------------------------------------- | --------- | ------------------- |
| Ausztrália (ARIA)                                                | arany     | 35 000‡             |
| Brazília (Pro-Música Brasil)                                     | gyémánt   | 160 000‡            |
| Olaszország (FIMI)                                               | arany     | 35 000‡             |
| ‡ Eladási+streaming példányszámok kizárólag a minősítés alapján. |           |                     |

## Megjelenések
| Ország      | Dátum                | Formátum                      | Változat            | Kiadó      | Forr.  |
| ----------- | -------------------- | ----------------------------- | ------------------- | ---------- | ------ |
| Olaszország | 2020. szeptember 25. | Pop rádiós megjelenés         | Eredeti             | Universal  | [ 7 ]  |
| Világszerte | 2020. december 4.    | Digitális letöltés, streaming | Bruno Martini remix | Interscope | [ 49 ] |
| Világszerte | 2020. december 4.    | Digitális letöltés, streaming | Sofi Tukker remix   | Interscope | [ 50 ] |
| Világszerte | 2020. december 4.    | Digitális letöltés, streaming | WEISS remix         | Interscope | [ 51 ] |

## Fordítás
- Ez a szócikk részben vagy egészben  a(z)   911 (Lady Gaga song) című angol Wikipédia-szócikk fordításán alapul.  Az eredeti cikk szerkesztőit annak laptörténete sorolja fel. Ez a jelzés csupán a megfogalmazás eredetét és a szerzői jogokat jelzi, nem szolgál a cikkben szereplő információk forrásmegjelöléseként.